# Antonio Zacara da Teramo
Antonio Zacara da Teramo, también conocido como Antonius Berardi Andree de Teramo o Zacar, Zaccara, Zacharie, Zachara (Téramo?, c. 1350 – después del 19 de mayo de 1413) fue un compositor, cantor y secretario papal italiano de finales del trecento y principios del siglo XV. Fue uno de los compositores italianos más activos hacia 1400. Su estilo compositivo hace de puente entre los períodos del trecento, ars subtilior y los inicios de la música del Renacimiento. Su producción musical se ha conservado en códices manuscritos como el Codex Squarcialupi y el Codex Mancini

## Vida
Zacara era probablemente de Téramo, ciudad situada al norte de la región de Abruzzo perteneciente entonces al reino de Nápoles, no lejos de la costa del Adriático. Nada se conoce de su vida hasta 1390, año del que se conserva su registro como profesor en el Ospedale di Santo Spirito en Sassia en Roma. El documento menciona que no era joven en el momento de su nombramiento, pero no se facilita su edad exacta.
Vivió en Roma desde al menos 1390 hasta 1407, sirvió como cantor y escribano durante los pontificados de Bonifacio IX (hasta 1404), Inocencio VII (1404-1406) y Gregorio XII (1406-1415). Se conserva la carta de su nombramiento como secretario de Bonifacio IX, la cual indica que Zacara era laico casado y cantor en su capilla. Durante el período turbulento del Cisma de Occidente, a partir de la correspondencia que se conserva de este autor, así como probablemente de las numerosas referencias políticas subversivas ocultas en su música, se deduce que Zacara habría estado involucrado en las maquinaciones de la época. No se sabe con exactitud cuándo abandonó el servicio al Papa Gregorio, pero si la ballata Dime Fortuna poy che tu parlasti es de hecho de Zacara entonces se puede leer en su texto la prueba de que dejó a Gregorio antes del Concilio de Pisa en 1409. Se registra como cantor y maestro de capilla del antipapa Juan XXIII en Bolonia en 1412 y 1413. Dos documentos de 1416 (uno de ellos fechado el 17 y el 20 de septiembre) lo mencionan como ya fallecido. Era dueño de considerables propiedades en Téramo, así como una casa en Roma en el momento de su muerte.
El manuscrito iluminado Codex Squarcialupi contiene una ilustración de él. Era un hombre pequeño y tenía un total de diez dedos contando el total de las dos manos y los pies, detalles que no sólo son evidentes en el retrato, sino que además se mencionan en una nota hecha para una necrológica de Abruzzo del siglo XVIII.

## Obra
Los estudios sobre la música de Zacara son todos relativamente recientes y todavía queda mucho por resolver en términos de cronología y atribución. Parece haber estado en activo como compositor durante toda su vida y hay una evolución estilística evidente, con dos fases generales que van tomando forma: 
- un primer período, dominado por formas de canción, como la ballata, similar en estilo a la obra de Jacopo da Bologna o Francesco Landini.
- un segundo período, posiblemente iniciado hacia 1400 cuando estaba en Roma, durante el cual su música se ve influenciada por el ars subtilior.

Se conservan tanto la música vocal sacra como la música profana y en mayor cantidad que la mayoría de otros compositores de la época alrededor de 1400. Muchos pares de movimientos de misas -Glorias y Credos- están en un manuscrito de Bolonia (Q15), recopilado a partir de 1420 aproximadamente. Hay siete canciones en el Codex Squarcialupi (probablemente compilado entre 1410 y 1415) y 12 en el Codex Mancini (probablemente compilado hacia 1410). Tres canciones se encuentran en otras fuentes, incluida la canción Sumite, karissimi, capud de Remulo, patres que está escrita en latín y en el estilo del ars subtilior.
Aparte de una caccia (Cacciando un giorno), una ballade en latín (Sumite, karissimi) y un madrigal (Plorans ploravi), sus canciones seculares son ballate. Un estudio reciente propone la atribución a Zacara de una composición a dos voces en francés titulada Le temps verra, que se encuentra en el manuscrito T.III.2, en parte por razones estilísticas y en parte basándose en la carga política y el tema satírico del texto.
Las canciones del Codex Squarcialupi y el Codex Mancini son muy diferentes en estilo. Las recogidas en el primer documento fueron escritas probablemente a principios de la carrera de Zacara y muestran la influencia de la lírica de mediados de siglo de compositores italianos como Landini. La música contenida en el Códice Mancini está más estrechamente relacionada con el estilo manierista del ars subtilior. Si bien, las fechas exactas de esa música aún no se han establecido, es posible que parte de la música del Códice Mancini fuese escrita después de que Zacara abandonara Roma y era más probable que recibiese la influencia del ars subtilior vanguardista de Aviñón. Por otra parte, Teramo pudo haber estado intentando crear conscientemente una respuesta romana a la música que salía de la corte de los antipapas cismáticos.
Una de las canciones más extrañas de Zacara, que se encuentra en el Codex Mancini es Deus deorum, Pluto. Se trata de una invocación a dos voces al dios romano del mundo subterráneo, el texto está repleto de nombres de los habitantes de las regiones infernales. Es "una oración entusiasta a Plutón, rey de los demonios". No es el tipo de composición que normalmente se esperaría de un piadoso secretario del Vaticano. Zacara incluso utilizó esta canción como base para uno de sus arreglos del Credo de la misa.
Los movimientos de misa de Zacara parecen haber ejercido influencia en otros compositores de principios del siglo XV, incluyendo a Johannes Ciconia y a Bartolomé de Bolonia. Algunas de sus innovaciones, se puede ver incluso en Dufay. Se cree que Zacara podría haber sido el primero en utilizar los pasajes divisi en las voces superiores. Sus movimientos de misas son mucho más largos que otros movimientos del siglo XIV y en ellos emplea ampliamente la imitación así como el hoquetus (una técnica más arcaica). En general, sus movimientos por pares -Gloria, Credo- son un vínculo entre los movimientos dispersos, no unificado del siglo XIV (siendo la Messe de Nostre Dame de Machaut la excepción significativa) y la misa cíclica que se desarrolló en el siglo XV.
Algunas de las piezas Zacara se encuentran en fuentes muy distantes, lo cual confirma su fama y su amplia difusión, incluso en un manuscrito de Polonia y en el Manuscrito de Old Hall inglés (n.º 33, un arreglo del Gloria).

### Obras musicales
Ediciones:
- 1977 – Reaney, Gilbert (ed). «Early Fifteenth-Century Music». Corpus Mensurabilis Musicae (CMM), XI/6.
- 1977 – Marrocco, W. Thomas (ed). «Italian Secular Music». Polyphonic Music of the Fourteenth Century (PMFC), X.
- 1987 – Fischer, Kurt von & Gallo, F.A. (ed). «Italian Sacred and Ceremonial Music». Polyphonic Music of the Fourteenth Century (PMFC), XIII.

Movimientos de misa
- Gloria ‘Micinella’; Credo ‘Cursor’, a 4 voces, con introducción a 2 voces.
- Gloria ‘Rosetta’; Credo ‘Scabioso’, a 3 voces.
- Gloria ‘[Un] fior gentil’; Credo ‘Deus deorum’, a 3 voces.
- Gloria ‘Gloria laus honor’; Credo, a 3 voces.
- Gloria; Credo ‘du vilage’ [o ‘dominicale’], a 4 voces.
- Gloria ‘Ad ongni vento’, a 4 voces, con introducción a 2 voces.
- Gloria ‘Anglicana’, a 3 voces.
- Credo, a 3 voces.
- Gloria, a 3 voces.

Canciones
En el Codex Squarcialupi
- "Ferito m'a d'un amoroso dardo", a 2 voces.
- "Non voler, donna, me di morte cruda", a 2 voces.
- "Dicovi per certanza", a 2 voces.
- "Benché lontan me trovi in altra parte", a 2 voces.
- "[Mò] movit'a pietade", a 2 voces.
- "Cacciando per gustar di quel tesoro/Ai cinci, ai toppi, ai bretti ai ferri", a 3 voces.
- "Sol mi trafigge'l cor l'aquila bella", a 2 voces. También aparece en el Codex Mancini (a 3 voces; ver más abajo).

En el Codex Mancini
- "D'amor languire, suspirare e piangere", a 2? voces (fragmentos de Discantus y T; facs. in Ziino, 1994); usada en el Credo ‘Scabioso’ de Zacara.
- "Un fior gentil m'apparse", a 3 voces (intabulation); usada en su propio Gloria.
- "Deus deorum, Pluto, or ti rengrato", a 2 (o 3?) voces; usada en su propio Credo a 3 voces con contrapunto que implica una tercera voz faltante en la canción.
- "Amor nè tossa non se po' celare", a 3 voces.
- "[I]n e…carnal…nel cucul io te…", a 2? voces.
- "Plorans ploravi, perché la Fortuna", a 2 voces.
- "Sol me trasfigge'l cor", a 3 voces (ver más arriba "Sol me trafigge", a 2 voces)
- "Ciaramella, me dolze Ciaramella", a 3 voces.
- "Je suy navvrés tan fort, o dous amy/Gnaff' a le guagnele et io anch' to' togli", a 3 voces.
- "Ad ogne vento volta come foglia", a 3 voces.
- "Spesso, Fortuna, cridote", a 2 voces.

En otras fuentes
- "Nuda non era, preso altro vestito, a 2 voces.
- "Sumite, karissimi, capud de Remulo, patres, a 3 voces.

Obras de atribución dudosa
- "Aymè per tutto", a 2 voces.
- "Dime Fortuna poy che tu parlasti", a 2 voces.
- "Donna poss’ io sperare", a 2 voces.
- "I ardo in un fuogo e bruso d'ogni hora", a 2 voces (atribuido a 'Anthonius Clericus apostolicus', que podría referirse a varias personas pero a la vista del estilo parece probable que sea obra de Zacara).
- "Le temps verrà", a 2 voces.
- "Spinato intorno al cor come spinoso", a 2 voces (cita directamente de Un fior gentil y Rosetta, lo que llevó a varios autores a sugerir que la canción es de Zacara: por analogía con los movimientos de misas de Zacara en esas piezas es posible, pero por analogía con Sus un fontayne de Ciconia, parece más probable que se tratara de un homenaje del joven compositor a Zacara).

### Obras de teoría musical
- Ars contrapuncti secundum magistrum Zachariam.

## Discografía
- 1990 – Il Solazzo. Music for a medieval banquet. Newberry Consort (Harmonia Mundi)  (Contiene Rosetta y Un fior gentil de Zacara).
- 1992 – Zachara. Cantore dell'antipapa, XV secolo. Sine Nomine (Quadrivium)
- 1992 – La Musica Italiana del XV secolo. Sine Nomine (Quadrivium)  (Contiene Rosetta che non cangi mai colore y Movit'a piedade de Zacara).
- 1999 – The Saracen and the Dove. Orlando Consort. (DG, Archiv Produktion)  (Contiene obras de Caserta, Ciconia, Bartolino de Padua y Zacara).
- 2008 – L'ars nova di Magister Antonio Zachara da Teramo. Un Fior Gentile. Ensemble Micrologus (Micrologus)
- 2011 – Antonio Zacara da Teramo: Spinato Intorno Al Cor. Currentes Ensemble. (Lawo Classics)